# Vụ nổ Bahawalpur năm 2017
Vào ngày 25 tháng 6 năm 2017, một chiếc xe tải đã nổ gần Đông Ahmedpur ở huyện Bahawalpur của Pakistan, giết chết ít nhất 153 người và làm bị thương hơn 117 người khác. Chiếc xe tải bị lật khi người tài xế cố gắng thực cua gấp trên xa lộ N-5. Ngay khi những tin tức về vụ tai nạn lan sang các làng gần đó, hàng trăm người dân đã vội vã tới hiện trường để hôi của từ chiếc xe vận chuyển hàng hóa là nhiên liệu. Xe tải sau đó đã phát nổ; Các báo cáo ban đầu cho biết vụ nổ được gây ra bởi người nào đó hút thuốc lá khi đang hôi của.

## Tai nạn
Khoảng 06:00 giờ địa phương (01:00 GMT), một chiếc xe tải với bồn chứa chở 40.000 lít nhiên liệu đã lật đổ khi lốp xe nổ trong khi cố gắng rẽ gấp trên Quốc lộ N-5 gần Ahmedpur East, quận Bahawalpur, Ở Punjab, Pakistan. Xe tải đã đi từ Karachi đến Lahore.
Tin tức về vụ tai nạn nhanh chóng lan đến làng Ramzanpur Joya gần đó, với những người dân làng được cảnh báo thông qua một chiếc loa trên nóc của một nhà thờ Hồi giáo địa phương. Một số lượng lớn những người đang bận rộn làm việc trong các trang trại xoài bên đường (một nguồn ước tính khoảng 500 người), bao gồm cả phụ nữ và trẻ em liền tập trung lại nơi tai nạn để thu thập xăng rò rỉ. Đám đông mặc kệ những nỗ lực của cảnh sát để cách ly khu vực. Khoảng 10 phút sau, chiếc xe tải phát nổ sau khi bị rò rỉ nhiên liệu từ thùng chứa bị hỏng, gây tử vong cho ít nhất 153 người và làm bị thương hơn 117 người khác. Theo một số báo cáo trên các phương tiện truyền thông, vụ nổ xảy ra khoảng 45 phút sau vụ tai nạn xe tải ban đầu.
Có những báo cáo mâu thuẫn về nguyên nhân vụ nổ: một số người cho biết nhiên liệu đã bị phát nổ do một người bật lửa châm thuốc gần nơi xe tải chở dầu bị đổ, và một số khác nói rằng do một tia lửa từ một trong số rất nhiều xe ô tô và xe mô tô đang chạy đến hiện trường.

## Ứng phó
Cảnh sát đã tạm ngưng giao thông trên xa lộ và thiết lập hai chốt chặn, gần Noorpur Nauranga và trước Dera Nawaz. Cấp cứu 1122 và lữ đoàn cứu hỏa đã đến khu vực xảy ra sự cố ngay sau khi ngọn lửa bắt đầu và các hoạt động cứu hộ đã được khởi xướng. Các nhân viên cứu hỏa đã chiến đấu với lửa trong hơn hai giờ trước khi dập lửa.
Ít nhất 90 nạn nhân đã được đưa tới Bệnh viện chính của huyện và Bệnh viện Bahawal Victoria ở Bahawalpur. Trực thăng quân đội Pakistan đã được sử dụng để chuyển 51 người bị thương từ Bahawalpur đến bệnh viện Nishtar ở Multan.

## Hậu quả
Hầu hết các xác đều bị bỏng không thể nhận ra, nhiều xác người chỉ còn lại bộ xương. Ít nhất sáu xe ô tô và 12 chiếc môtô đã bị cháy trong vụ nổ. Xa lộ tràn ngập đồ dùng nhà bếp, chậu, máy làm mát nước, can và xô mà nạn nhân đã mang đến để thu gom xăng. Người điều khiển xe tải chở dầu nhiên liệu sống sót sau vụ tai nạn và đã bị tạm giam.

## Phản ứng

### Trong nước
Thủ tướng Nawaz Sharif bày tỏ sự đau buồn của mình và chỉ đạo chính phủ Punjab cung cấp "trợ giúp y tế đầy đủ". Ông đã rút ngắn một chuyến đi cá nhân tới London và trở về Pakistan sau vụ nổ.

### Nước ngoài
Cao ủy Anh ở Pakistan, Đại sứ quán Hoa Kỳ ở Islamabad và Tổng thư ký Liên Hợp Quốc António Guterres đã gửi điện chia buồn.